# Винар Богдан Степан Іванович
Ви́нар Богдан Степан Іванович (7 вересня 1926, Львів — 9 листопада 2013, Денвер) — український та американський економіст, бібліограф, бібліотекознавець, редактор, видавець, громадський діяч. Дійсний член НТШ (1965), УВАН у США (1969), Українського історичного товариства (УІТ) та інших професійних організацій і об'єднань.

## Життєпис
Народився в сім'ї відомих львівських педагогів. Батько — директор Приватної дівочої гімназії імені  Іванни та Іллі Кокорудзів товариства «Рідна школа» (нині — ліцей № 5 імені Іванни та Іллі Кокорудзів Львівської міської ради), мати — директор 7-класної дівочої народної школи імені Бориса Грінченка. Молодший брат Винар Любомир Роман (1932—2017) — відомий  українсько-американський учений-історик, публіцист, бібліограф, громадський діяч.
Шкільну освіту Б. Винар здобув у Львівській академічній гімназії, найдавнішій у місті, з українською мовою викладання, що була складовою Львівського університету.
У березні 1944 р. разом із родиною емігрував до етнічно-чеського протекторату Богемія та Моравія, спочатку до своїх родичів у м. Одерберґ (нині — Богумін, Чехія), пізніше, з наближенням радянських військ, — до Праги і Пльзеня.
У 1945 р. родина Винарів переїхала до Німеччини. У Мюнхенському університеті Б. Винар вивчав економічну теорію й отримав диплом економіста. Під час навчання в університеті очолював студентське товариство «Січ». У цей час тісно співпрацював з М. Антоновичем — майбутнім президентом УВАН у США, А. Жуковським — майбутнім головою Наукового товариства ім. Т. Шевченка в Європі, Б. Цюцюрою — майбутнім ректором Українського вільного університету (УВУ) й іншими українськими студентськими активістами та молодими вченими.
В УВУ здобув ступінь доктора з політичної економії (1950).
У серпні 1950 р. емігрував до США. З причини недостатнього володіння англійською мовою спочатку працював робітником, а у 1951—1952 рр. — бухгалтером на фабриці «Тремко» у Клівленді.
Був одним із засновників та активним членом студентського, а згодом і академічного об'єднання «Зарево» (створеного у 1949 р. у Мюнхені), а також редактором (з 1954 р.) і автором статей в офіційному органі цього об'єднання — журналі «Розбудова держави», що виходив протягом 1951—1958 рр. у США.
З 1954 р. до кінця життя (з невеликою перервою) мешкав і працював у м. Денвері, штат Колорадо. Тут розпочав студії з бібліотекознавства в місцевому університеті. У 1958 р., закінчивши навчання, здобув ступінь магістра гуманітарних наук. Працював адміністративним асистентом декана Вищої бібліотечної школи в Денверському університеті, професора Бейлі, а згодом — керівником технічного відділу університетської бібліотеки. Був професором Вищої бібліотечної школи, де викладав курс «Вступ до бібліографії та довідкової літератури», а також українознавство.
У 1960-х рр. — голова осередку УІТ у Денвері, член редакційної колегії журналу «Український історик».
У 1966 р. переїхав до м. Дженесіо поблизу Нью-Йорк, де обійняв посади професора і декана Вищої бібліотечної школи в державному університеті штату Нью-Йорк, ставши першим в історії університетів США деканом з-поміж осіб українського походження. За час його керівництва школа отримала акредитацію, було збільшено кількість студентів-магістрантів, розроблено програми нових курсів тощо.
У 1970 р. залишив викладацьку роботу і повернувся у Денвер. Очолив спеціалізоване видавництво Libraries Unlimited («Бібліотеки без меж»), засноване у 1964 р. на власні кошти. Був його президентом і головним редактором до 2001 р. Видавництво розвивалося завдяки вкладанню коштів — гонорарів від праць Богдана і Любомира  Винарів, які там друкувалися. Загалом у видавництві опубліковано майже 1500 видань, зокрема бібліотекознавчі теоретичні праці, біографії відомих бібліотекарів, підручники з бібліографії, каталогізації, індексування, бібліотечного менеджменту, книжки з питань діяльності спеціалізованих бібліотек тощо. З видавництвом співпрацювали майже 500 авторів. У 1972 р. при ньому створено окремий відділ Ukrainian Academic Press («Українське академічне видавництво»), в якому вийшло друком майже 20 англомовних видань з українознавства, серед них: Ukrainian Classics in English Translation (за ред. Ю. Луцького), History of Ukrainian Literature Д. Чижевського, Ukrainian Nationalism Дж. Армстронґа, Ukraine: A Bibliographic Guide to English-Language Publications Б. Винара та ін. Видано англійською мовою також серію книг української класики («Чорна рада» П. Куліша, Fata morgana М. Коцюбинського, «Невеличка драма» В. Підмогильного, «Патетична соната» М. Куліша).
У 2001 р. Б. Винар відійшов від справ та продав видавництво відомому європейському підприємству Elsevir-Reed, що спеціалізується на науковій літературі та має своє представництво Greenwood Press у США. Нині це одне з найавторитетніших видавництв довідкової літератури в галузі бібліотекознавства в Америці.
Б. Винар зробив вагомий внесок у розвиток бібліотечної справи у США. Він є укладачем низки бібліографічних покажчиків, що ознайомлюють читачів із довідковою літературою США з різних галузей знань. Найвідомішим серед них є довідково‑бібліографічний щорічник American Reference Books Annual (ARBA; «Американський щорічник довідкової літератури»), в якому, крім відомостей про книгу, міститься рецензія на неї та подаються посилання на інші опубліковані рецензії. Перший щорічник вийшов  у двох томах у 1970 р. Неодноразово перевидавалися праці Б. Винара  Best Reference Books. Titles of Lasting Value Selected from American Reference Books Annual («Найкращі довідники. Книги, з тривалою цінністю, вибрані з Американського щорічника») та Reference Books in Paperback: An Annotated Guide («Довідники в м'яких обгортках: анотований посібник»). У 1986 р. за редакцією Б. Винара вийшли видання ARBA Guide to Subject Encyclopedias and Dictionaries («Довідник предметних енциклопедій та словників АРБА») та ARBA Guide to Biographical Dictionaries («Довідник біографічних словників АРБА»). Ці посібники стали класикою англомовної бібліотечної літератури, мають великий попит серед фахівців.
Найвідоміша праця Б. Винара з бібліотекознавства — університетський підручник Introduction to Cataloging and Classification («Вступ до каталогізації та класифікації»), в якому розглянуто принципи складання каталогів і подано характеристику бібліотечних класифікацій. Книга витримала дев'ять видань (останнє у 2000 р.), її сукупний наклад — понад 400 тис. пр. Дев'яте її видання було підготовлено відомою бібліотекознавицею А. Г. Тейлор під заголовком Wynar's introduction to cataloging and classification («Винарів вступ до каталогізації та класифікації»). У 2006 р. з'явилося десяте видання, але вже без зазначення прізвища Б. Винара.
Серед інших помітних книг ученого з бібліотечної тематики — Introduction to Bibliography and Reference Work («Вступ до бібліографічної та довідкової роботи», 1964); Research Methods in Librarianship («Методи досліджень у бібліотекознавстві», 1962, 1968, 1971); Library Acquisitions. A Classified Guide to Literature and Reference Tools («Бібліотечні надходження. Бібліографічний довідник літератури і довідкових видань», 1970, 1971).
Як патріот України Б. Винар навіть в умовах еміграції вважав своїм громадським обов'язком поширення знань про Україну в англомовному світі та заохочення до написання розвідок про свою Батьківщину. Він підготував і видав низку видань, присвячених Україні, зокрема: Ukraine: A Bibliographic Guide to English-Language Publications («Україна: бібліографічний посібник англомовної літератури», 1990), що містить 1084 позиції — відомості про монографії, наукові статті, докторські дисертації з українознавчої тематики з коротким бібліографічним описом кожної праці, паралельними назвами споріднених робіт та друкованих рецензій. Інше його видання –  Independent Ukraine: A Bibliographic Guide to English-Language Publications, 1989—1999 («Незалежна Україна: бібліографічний посібник англомовних публікацій, 1989—1999»), виданий у 2000 р., охоплює наукові публікації соціально-гуманітарної тематики про Україну, які побачили світ англійською мовою протягом вказаного періоду. Всі праці (загалом 1719) згруповано за розділами: джерелознавство; мистецтво, фольклор та етнографія; економіка; освіта та філософія; етнічні студії та діаспора; географія, навколишнє середовище і демографія; історія та політичні науки; мова та лінгвістика; право; література; мистецтво; релігія. В окремий підрозділ виділено огляди архівних та бібліотечних зібрань, а також бібліографічні покажчики. Як зазначив Б. Винар у передмові, поява цього довідника стала реагуванням на неабиякий інтерес до української тематики і значне збільшення кількості публікацій, що з'явилися після проголошення незалежності України.
У 1980 р. вийшла друком бібліографічна розвідка Б. Винара Doctoral Dissertations on Ukrainian Topics in English (1928—1978) («Докторські дисертації з української тематики англійською мовою (1928—1978 рр.)», в якій наведено перелік дисертацій, захищених в університетах усього світу (окрім СРСР).
Брав також участь в укладанні Dictionary of American Library Biography («Словник американської бібліотечної біографії», 1978; перевидано з додатком у 1990 р.). Ця фундаментальна праця містить понад 300 бібліографічних статей про найвизначніших діячів бібліотечної справи США і є результатам співпраці більш ніж 200 науковців. Б. Винар виступив ініціатором створення зазначеного довідника, координатором проєкту та загальним редактором.
У 1980 р. вийшло друком видання за редакцією Б. Винара Colorado Bibliography («Бібліографія Колорадо»). Воно містить понад 9 000 позицій та є найдетальнішим описом опублікованих матеріалів про штат Колорадо. Прибуток від продажу цього довідника Б. Винар віддав на розвиток Вищої бібліотечної школи у Денвері.
У багатотомній «Енциклопедії українознавства» (головний редактор проф. В. Кубійович), надрукованій українською та англійською мовами, Б. Винару належить понад 20 статей в англомовному та більш як 100 статей в українськомовному виданні, переважно з економічної тематики. В англомовному виданні енциклопедії Б. Винар був редактором першого тому.
Економічні розвідки вченого також стосувались України: Development of the Ukrainian light industry («Розвиток української легкої промисловості», 1955); Economic colonialism in Ukraine («Економічний колоніалізм в Україні», 1958); Ukrainian Industry: A Study of Soviet Colonialism («Українська промисловість: студія совєтського колоніалізму», 1964); Ukrainian Studies Abroad: Historical Materials and Sources, 1919—1964" («Українознавство на еміграції: джерела та матеріали, 1919—1964», 1965); «Розвиток економічної думки в Київській Русі» (1974) та ін.
Б. Винар був консультантом багатьох бібліотечних шкіл у США, здійснював службові поїздки та інспекції, досліджував роботу бібліотечних навчальних закладів. Брав участь у конференціях Американської бібліотечної асоціації. У 1960-х рр. його обрали першим головою Славістичної секції Американської бібліотечної асоціації. Був ініціатором створення Товариства українських бібліотекарів Америки, одним із засновників Товариства українських професорів США. Створив (як приватну установу) Українську наукову фундацію, яка фінансувала важливі наукові проєкти, пов'язані з вивченням України (1974). Брав участь у з'їздах Американської асоціації сприяння слов'янським студіям (American Association for the Advancement of Slavic Studies). Його двічі обирали головою Денверського відділу Українського конгресового комітету Америки. Отримав престижну нагороду Американської бібліотечної асоціації RUSA (The Reference and User Services Association) Isadore Gilbert Mudge Award за визначний внесок у бібліотечну справу, зокрема за плідну бібліографічну та видавничу діяльність (1977).
Починаючи з 1989 р. Б. Винар неодноразово приїздив до України. У Києві у професійних цілях відвідував Центральну наукову бібліотеку ім. В. І. Вернадського (ЦНБ; нині — Національна бібліотека України імені В. І. Вернадського), у Львові — Інститут суспільних наук (нині — Інститут українознавства імені І. Крип'якевича), де познайомився з відомим українським істориком, академіком Я. Ісаєвичем. Також учений відвідав редакції львівських газет, Львівський державний (нині — національний) університет імені Івана Франка, брав участь у конференціях у Львівській науковій бібліотеці ім. В. Стефаника (нині — Львівська національна наукова бібліотека України ім. В. Стефаника) (1990) та виступав із доповіддю «До питання енумеративної бібліографії» на II Міжнародному конгресі україністів (1993).
У 2000—2007 рр. свою особисту книжкову колекцію Б. Винар частинами передавав у дар Науковій бібліотеці Львівського національного університету імені Івана Франка. Це зібрання налічує 1061 пр. книжок та періодичних видань. Більшість із них — українською мовою. Також є книги, видані англійською, польською, російською, латинською, німецькою та французькою мовами. Помітне місце в колекції посідають книги самого вченого та надруковані в його видавництві.
Науковий доробок Б. Винара найповніше відображено в бібліографічному довіднику його праць — The International Writings of Bohdan S. Wynar, 1949—1992: A Chronological Bibliography (1993). У ньому в хронологічному порядку подано відомості про книги, статті, рецензії вченого (загалом 2025 позицій). Автор передмови до довідника Я. Ісаєвич зазначив, що осягнення Б. Винара як ученого, бібліографа і видавця «здобуло національну репутацію не тільки в американських наукових колах, але також в українському суспільстві».
Свій життєвий шлях і наукові здобутки, спогади про українських бібліотекарів і бібліографів у США Б. Винар виклав у мемуарному виданні «Моє життя — спомини» (2003).

## Праці
- Розвиток української легкої промисловості / Б. Винар. — Денвер: ЗДА, 1955. — 30 с.
- Українська промисловість: Студія совєтського колоніялізму. Т. 1. Праці історично-філософічної секції / Б. Винар; передм. В. Тимошенка. — Париж: Перша укр. друк. у Франції, 1964. — 397 с.– (Записки Наукового товариства ім. Шевченка ; т. 175).
- Матеріяли до історії економічних дослідів на еміграції (1919—1964) / Богдан Винар ; Укр. іст. т-во. — Мюнхен ; Нью-Йорк, 1965.– 115 с.
- До питання історичного дослідження розвитку української економічної думки / Богдан Винар // Укр. історик. — 1970. — № 1–3 (25–27). — С. 54–75 ; 1971. — № 1–2 (29–30). — С. 28–43 ; 1972. — № 3–4 (35–36). — С. 24–37 ; 1973. — № 1–2 (37–38). — С. 72–87 ; 1973. — № 3–4 (39–40). — С. 84–98 ; 1974. — № 1–3 (41–43). — С. 23–47. [Архівовано 13 квітня 2022 у Wayback Machine.]
- Академік Михайло Слабченко (Матеріяли до біографії та бібліографії) / Богдан Винар // Укр. історик. — 1982. — № 3–4 (75–76). — С. 19–29 ; 1983. — № 1 (77). — С. 19–39. [Архівовано 13 квітня 2022 у Wayback Machine.]
- Моє життя — спомини / Богдан С. Винар. — Денвер: Укр. акад. вид-во, 2003.– 548 с. : іл.
- Економічний колоніялізм в Україні та інші праці / Винар Богдан ; ред. Л. Винар ; Укр. іст. т-во, Наук. т-во ім. Шевченка в Европі, Нац. акад. наук України, Львів. наук. б-ка ім. В. Стефаника. — Нью-Йорк ; Париж ; Львів, 2005. — 475 с.
- Doctoral Dissertations on Ukrainian Topics in English, 1928—1986 / Богдан Винар // Укр. історик. –1988. — № 1–4 (97–100). — С. 168—187 ; 1989. — № 1–3 (101—103). — С. 124—135. [Архівовано 13 квітня 2022 у Wayback Machine.]
- Ukraine: A Bibliographic Guide to English-Language Publications / Bohdan S. Wynar. — Englewood, Colo. : Ukrainian Academic Press, 1990. — XIII, 406 p.
- Introduction to Cataloging and Classification / Wynar S. Bohdan. — 8th ed. — 1992. — XVII, 633 p. : ill.
- The international Writings of Bohdan S. Wynar, 1949—1992: A Chronological Bibliography / Bohdan S. Wynar ; preface by Yaroslav Isajevych. — Englewood, Colo. : Ukrainian Academic Press, 1993. — 265 p.
- Independent Ukraine: A Bibliographic Guide to English-Language Publications, 1989—1999 / Bohdan S. Wynar. — Englewood, Colo.: Ukrainian Academic Press, 2000. — XIV, 552 p.
- Taylor A. G. Wynar's introduction to cataloging and classification / Arlene G. Taylor ; with the assist. of David P. Miller. — 9th ed. — Englewood, Colo. : Libraries Unlimited, 2000. — XV, 552 p. : ill.